# Metaborborus spinifer
Metaborborus spinifer är en tvåvingeart som först beskrevs av Vanschuytbroeck 1948.  Metaborborus spinifer ingår i släktet Metaborborus och familjen hoppflugor. Inga underarter finns listade i Catalogue of Life.